# Église Notre-Dame du Bocasse
 (juin 2022).
La mise en forme du texte ne suit pas les recommandations de Wikipédia : il faut le « wikifier ».
Les points d'amélioration suivants sont les cas les plus fréquents. Le détail des points à revoir est peut-être précisé sur la page de discussion.
- Les titres sont pré-formatés par le logiciel. Ils ne sont ni en capitales, ni en gras.
- Le texte ne doit pas être écrit en capitales (les noms de famille non plus), ni en gras, ni en italique, ni en « petit »…
- Le gras n'est utilisé que pour surligner le titre de l'article dans l'introduction, une seule fois.
- L'italique est rarement utilisé : mots en langue étrangère, titres d'œuvres, noms de bateaux, etc.
- Les citations ne sont pas en italique mais en corps de texte normal. Elles sont entourées par des guillemets français : « et ».
- Les listes à puces sont à éviter, des paragraphes rédigés étant largement préférés. Les tableaux sont à réserver à la présentation de données structurées (résultats, etc.).
- Les appels de note de bas de page (petits chiffres en exposant, introduits par l'outil «  Source ») sont à placer entre la fin de phrase et le point final[comme ça].
- Les liens internes (vers d'autres articles de Wikipédia) sont à choisir avec parcimonie. Créez des liens vers des articles approfondissant le sujet. Les termes génériques sans rapport avec le sujet sont à éviter, ainsi que les répétitions de liens vers un même terme.
- Les liens externes sont à placer uniquement dans une section « Liens externes », à la fin de l'article. Ces liens sont à choisir avec parcimonie suivant les règles définies. Si un lien sert de source à l'article, son insertion dans le texte est à faire par les notes de bas de page.
- La présentation des références doit suivre les conventions bibliographiques. Il est recommandé d'utiliser les modèles {{Ouvrage}}, {{Chapitre}}, {{Article}}, {{Lien web}} et/ou {{Bibliographie}}. Le mode d'édition visuel peut mettre en forme automatiquement les références.
- Insérer une infobox (cadre d'informations à droite) n'est pas obligatoire pour parachever la mise en page.

Pour une aide détaillée, merci de consulter Aide:Wikification.
Si vous pensez que ces points ont été résolus, vous pouvez retirer ce bandeau et améliorer la mise en forme d'un autre article.
Pour les articles homonymes, voir Église Notre-Dame.
L'église Notre-Dame est une église paroissiale située au Bocasse en Seine-Maritime, et dépend de la paroisse de Saint-Jean-Bosco de Montville.

## Historique

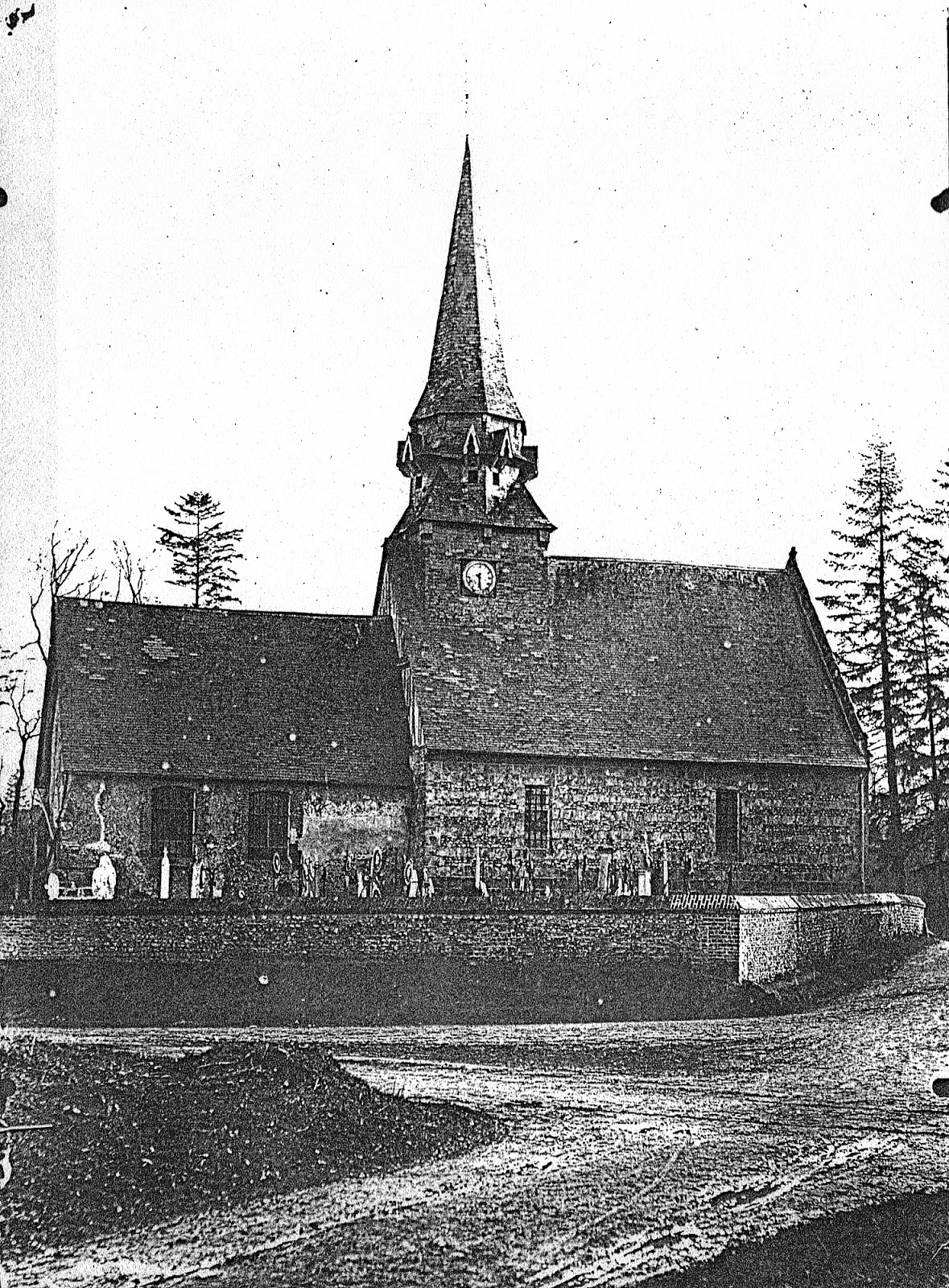
L'église et de son cimetière (avant 1891).

Une inscription située à l'intérieur de l'église, derrière la chaire, mentionne les dates de construction de l'édifice, débutée en 1521 et finalisée sept ans plus tard, en 1528.
En 1734, trois cloches sont installées dans le clocher de l'église sous le parrainage de Louis-Robert Mallet, comte de Clères par sa femme Françoise Martel.
En 1861, le rapport concernant la structure de l'église donné au conseil municipal du Bocasse-Valmartin fait état d'un sol fissuré, d'une couverture de la nef abîmée et des deux cloches cassées. Le nouveau maire Albert Raupp, héritant d'une situation conflictuelle entre le conseil municipal et le conseil de fabrique local, décide de remettre à neuf l'église Notre-Dame pour apaiser la vie au village,. Cependant, les maigres finances du Bocasse-Valmartin ne lui permettent pas de financer les travaux par son seul budget, et une souscription locale est lancée qui complète alors en partie les ressources nécessaires sans pour autant les combler totalement. Il faudra ainsi attendre la fin de la guerre contre la Prusse en 1871 pour que les travaux soient totalement finalisés, notamment par l'apport d'une nouvelle cloche, désormais unique, produite à Metz,.
Avant 1891, une horloge avait été installée sur le clocher de l'église mais a été retirée depuis.
De nouveaux travaux ont été prévus depuis 2018 pour restaurer le clocher qui s'inclinait dangereusement depuis plusieurs années et pour restaurer la couverture de la nef. Toutefois, ce n'est qu'en 2021 que le chantier débute avec le démontage du clocher et de sa cloche pour les restaurations. Le réassemblage de l'église ne reprend que le 21 septembre 2021 pour ensuite terminer les travaux de la toiture courant 2022,.

## Architecture et intérieur
L'édifice se compose d'une nef, d'un chœur et d'une sacristie, construits de manière longitudinale.
Au sein de l'église, plusieurs œuvres sont présentées. Les deux premières sont des bas-reliefs en bois exposés dans le chœur et semblant avoir été réalisés aux environs de 1650,. Ils représentent la naissance du Christ, les Rois mages, l'Annonciation, la Présentation au Temple, la Cène, la Crucifixion, et enfin la Résurrection. Les deux autres œuvres sont deux tableaux disposés à l'entrée de la nef, l'un représentant la parabole du mauvais riche et une autre représentant « la Mort du Juste »,.
Le maître-autel est surmonté d'anges tournés vers la couronne royale. À leurs côtés, deux blasons alliant celui de Charles Martel, comte de Clères, reconnaissable par les marteaux rouges, à celui aux fleurs de lys de Suzanne d'Orléans-Rothelins, qu'il épousa en 1693,.
Aussi, dans la nef est représentée Thérèse de Lisieux à côté d'un autel dédié à Notre-Dame de Lourdes.
Enfin, sur les vitraux, deux saints sont représentés. Le premier est saint Philibert et la deuxième est sainte Jeanne d'Arc.

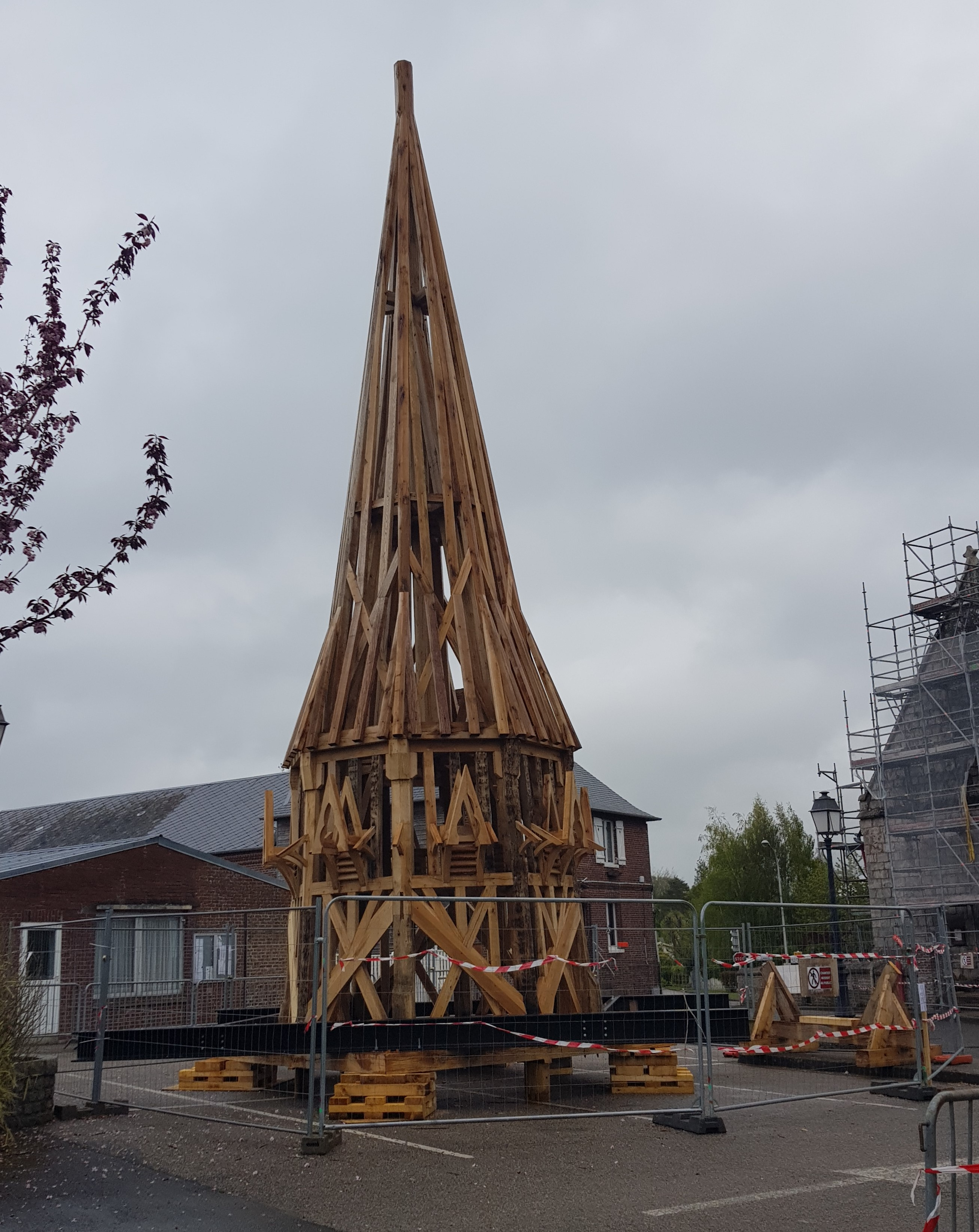
Charpente du clocher lors des travaux de 2021.
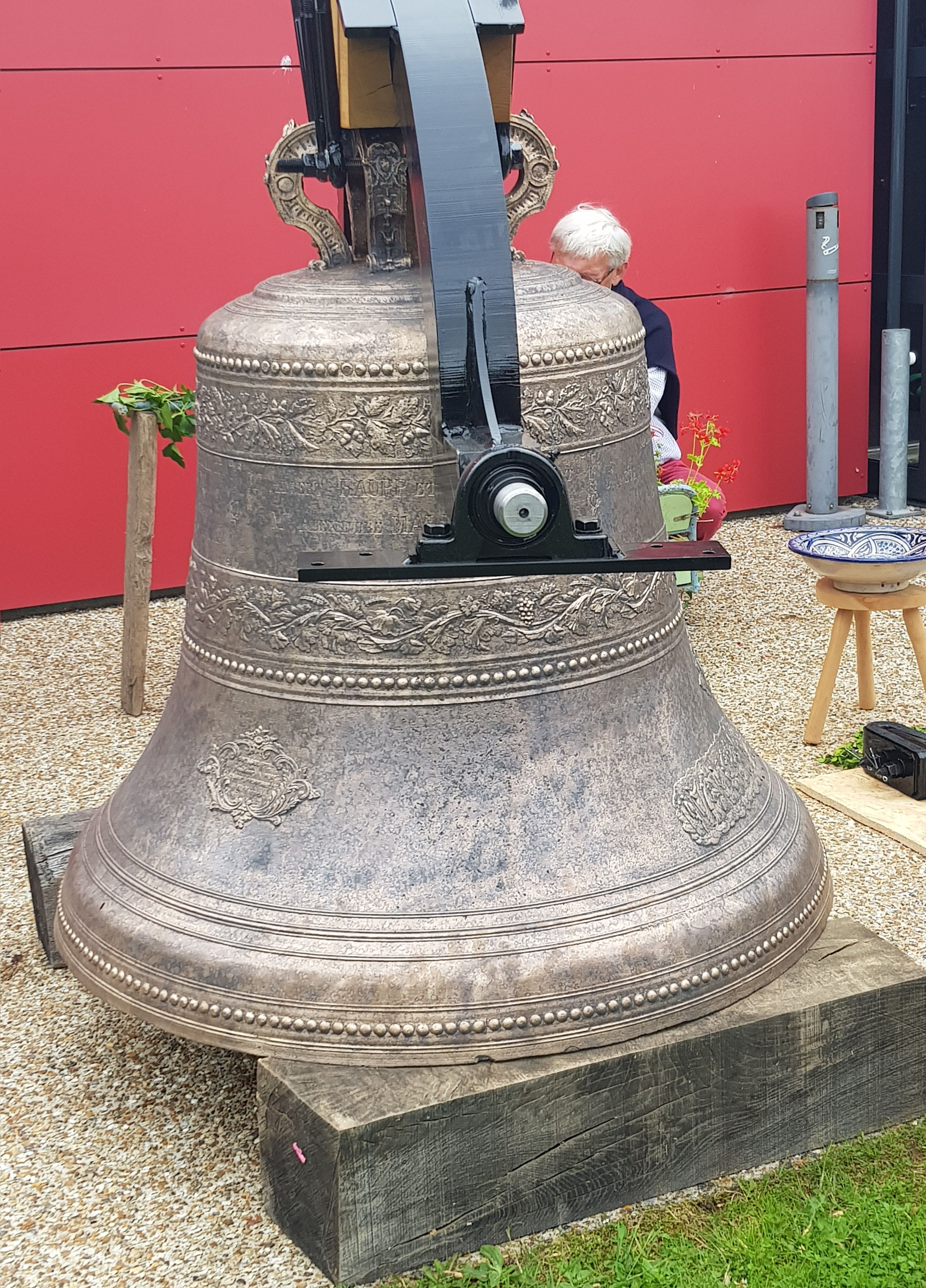
La cloche « Marie Albertine Zébédée » lors de sa bénédiction de 2021.
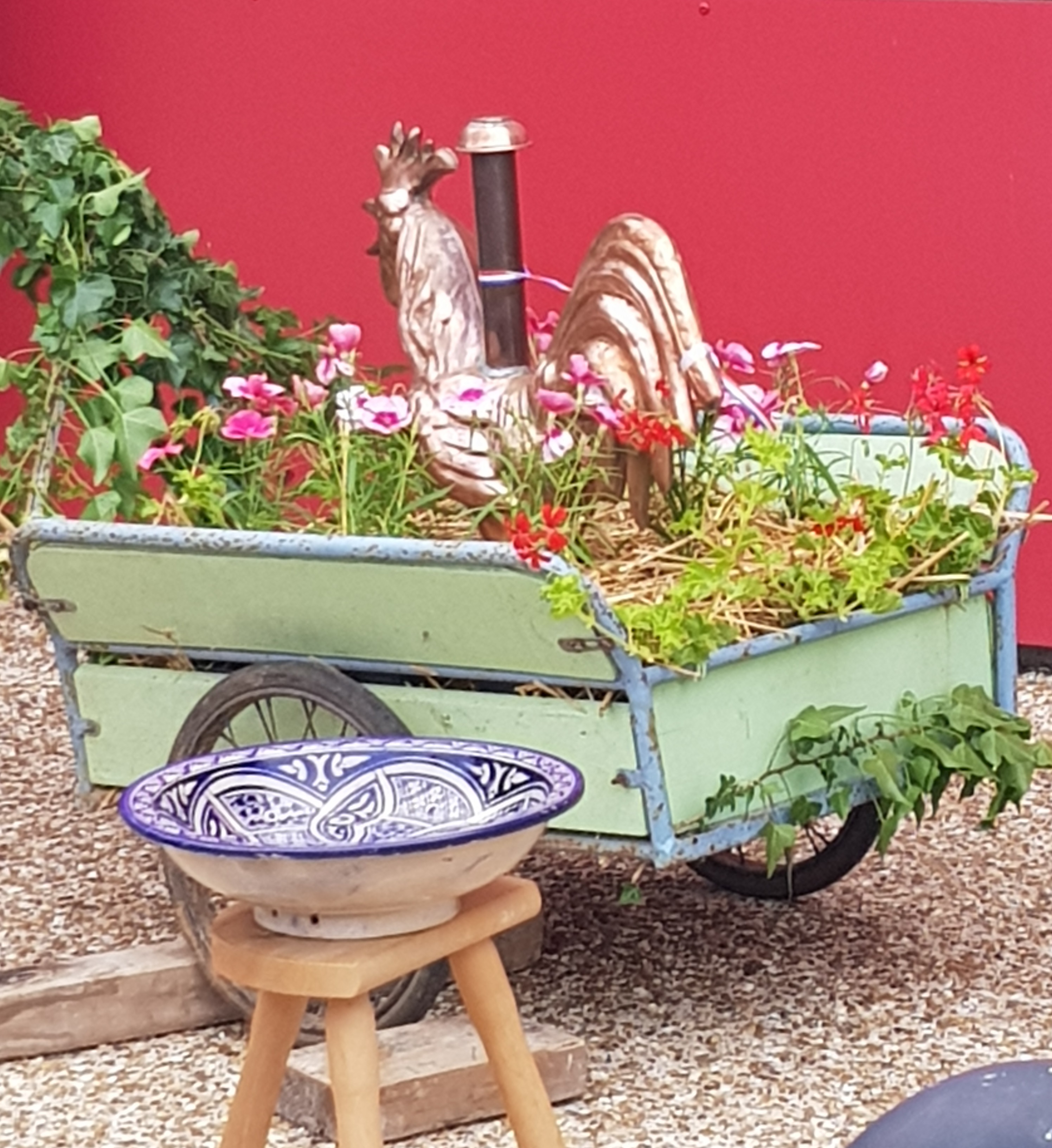
La girouette du clocher lors de sa bénédiction de 2021.
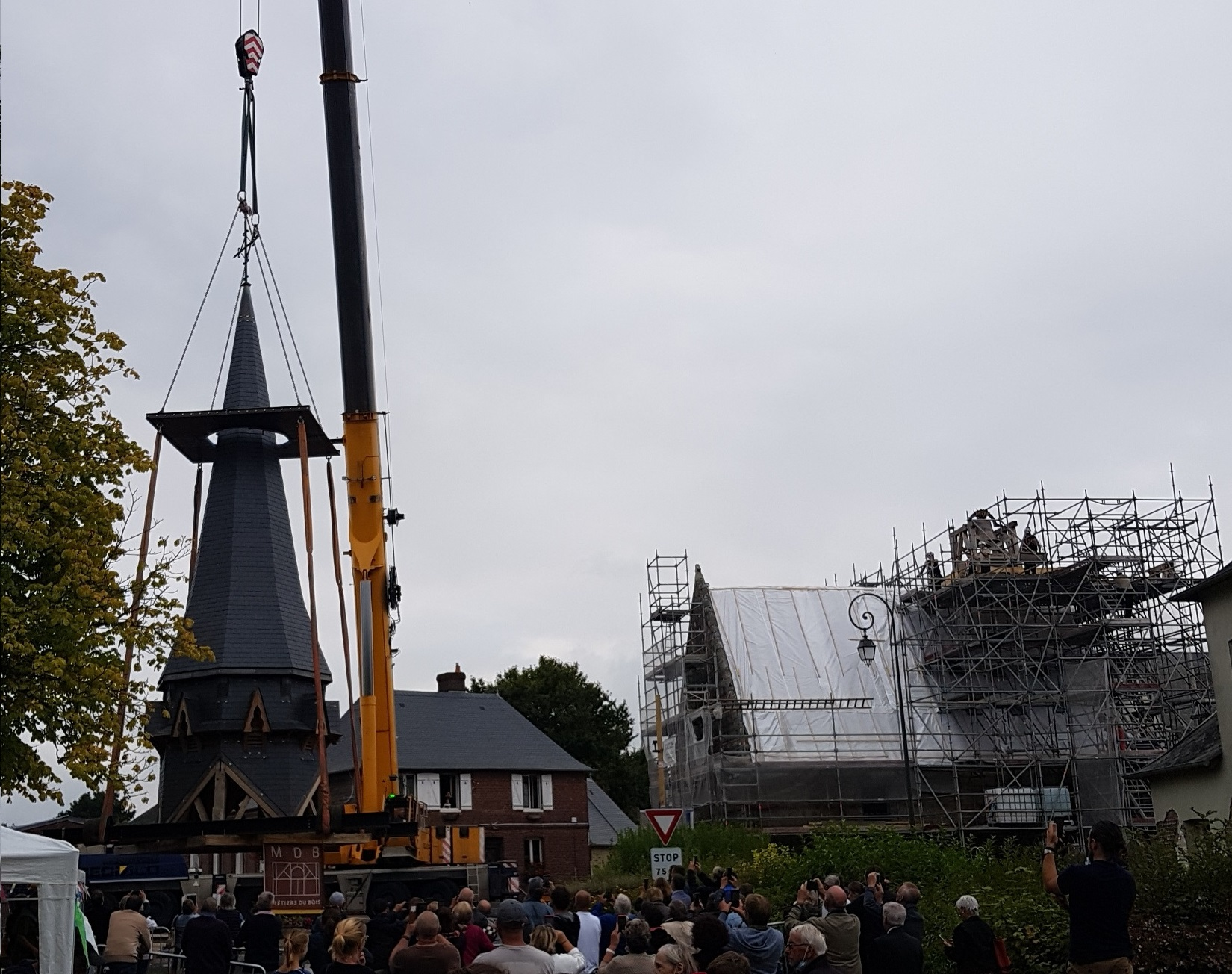
Cérémonie à l'occasion du réassemblage du clocher en 2021.